# Дамјан (Грчка)
Дамјан (грч. Δαμιανό) је насељено место у општини Пела у периферији Средишња Македонија, Грчка. Према попису из 2021. године био је 301 становник.
Према бугарском географу и историчару, Василу Канчову, у Дамјану је 1900. године живело 90 Словена хришћана. Године 1924. грчке власти су присилно протерале словенско становништво у Бугарску, укупно 115 мештана. На њихово место су насељене грчке избеглице из Турске, којих је на попису из 1928. године било 320.